# Église Sant'Alessandro in Zebedia
L'église Saint Alexandre de Milan est une ancienne église, située sur la Piazza Sant'Alessandro, à Milan, en Lombardie, qui n'est plus affectée au culte aujourd'hui, et a été transformée en lieu culturel, accueillant des expositions.
Elle est connue pour avoir possédé, au XIXe siècle, 144 000 reliques. On peut y voir le Martirio di San Pancrazio (Le martyre de Saint Pancrace) de G. B. Ossona. Elle abrite également, dans l'annexe de l'oratoire, la Madonna fra San Michele e San Pietro, une œuvre du XVIe siècle, attribuée à Gerino da Pistoia.